# Liste des commanderies templières en Sardaigne
Cette liste recense les anciennes commanderies et maisons de l'Ordre du Temple sur l'île de Sardaigne en Italie.

## Histoire et faits marquants
Aux XIIe et XIIIe siècles, la Sardaigne, organisée en judicats  était confrontée à l'ingérence de deux républiques maritimes rivales, celle de Gênes et celle de Pise. Cette rivalité étant exacerbée par la lutte du sacerdoce et de l'Empire, conflit opposant la papauté et le Saint-Empire romain germanique.
Peu de documents relatifs aux templiers en Sardaigne sont parvenus jusqu'à nous et leur présence a fait l'objet de nombreuses hypothèses. L'auteur Massimo Rassu, qui a publié et collaboré à un certain nombre d'ouvrages sur ce sujet, pense que les templiers ne possédaient qu'une seule commanderie en Sardaigne,. Cet auteur réfutant ses premières hypothèses publiées en 1996,.
Il existe de nombreux ouvrages à caractère ésotérique qui mentionnent la présence des templiers en d'autres endroits de l'île. Comme le monastère Saint-Jean Baptiste (it) à Thorpeia (Dorgali), qui est parfois indiqué comme possession des templiers mais aucun historien médiéviste n'a pour l'instant confirmé cette hypothèse.
Cependant l'historienne Barbara Frale pense qu'au moment du procès de l'ordre, il y avait une commission indépendante chargée d'enquêter en Sardaigne. Celle-ci était dirigée par l'archevêque d'Arborea et concernait également des possessions dans le diocèse de Porto Torres et de Cagliari.
À la fin du XIIIe siècle, les templiers d'Espagne bénéficièrent de plusieurs donations dans l'île lorsque Boniface VIII inféode la Sardaigne au roi d'Aragon, Jacques II mais la république de Pise refusa de céder et l'île ne sera finalement conquise qu'en 1324. Ce fut la naissance du royaume de Sardaigne et de Corse et c'est à ce moment-là que les templiers furent chargés de l'administration de l'hospice Saint-Antoine d'Oristano, utilisant les ressources de la Commanderie San Leonardo de Siete Fuentes pour le faire fonctionner. Mais la possession de ces biens fut de courte durée puisqu'ils furent arrêtés en 1307.

## Possessions templières
* château ⇒ CH, baillie (Commanderie principale) ⇒ B, Commanderie ⇒ C, Hospice ⇒ H, Maison du Temple aux ordres d'un précepteur ⇒ M,  = Église (rang inconnu)
| Rang | Etablissement                 | Ville actuelle (ou à proximité)                | Observations                                              |
| ---- | ----------------------------- | ---------------------------------------------- | --------------------------------------------------------- |
| H    | San Antonio d'Oristano        | Oristano                                       | Chargé de son administration mais ne leur appartenait pas |
|      | San Giovanni Battista (it)    | Dorgali, « Thorpeia » \| Hypothèse à confirmer |                                                           |
| C    | San Leonardo de Siete Fuentes | Santu Lussurgiu                                | [ 6 ]                                                     |
|      | Santa Corona d'Errivora       | Riola Sardo \| L'église, un hospice ?,         |                                                           |

| Localisation en Sardaigne ... (Liens vers les articles correspondants)                                         |
| --- |
| \| S. Antonio · d'Oristano San Giovanni · Battista S. Leonardo · de Siete Fuentes Santa Corona · d'Errivora \| |
| S. Antonio · d'Oristano San Giovanni · Battista S. Leonardo · de Siete Fuentes Santa Corona · d'Errivora       |